# Eckershof (Bindlach)
Eckershof ist ein Gemeindeteil der Gemeinde Bindlach im Landkreis Bayreuth (Oberfranken, Bayern). Eckershof liegt in der Gemarkung Bindlach.

## Geografie
Der Weiler liegt am rechten Ufer der Trebgast. Die Staatsstraße 2183 führt nach Bindlach zur Staatsstraße 2460 (1,2 km südlich) bzw. nach Ramsenthal (1,5 km nordwestlich). Eine Gemeindeverbindungsstraße führt nach Crottendorf (0,3 km südwestlich), das sich am linken Ufer der Trebgast befindet. Unmittelbar östlich von Eckershof verläuft die Bundesautobahn 9.

## Geschichte
Eckershof gehörte zur Realgemeinde Bindlach. Gegen Ende des 18. Jahrhunderts bestand Eckershof aus einem Anwesen. Die Hochgerichtsbarkeit stand dem bayreuthischen Stadtvogteiamt Bayreuth zu. Das Hofkastenamt Bayreuth war Grundherr des Hofes mit Mühle.
Von 1797 bis 1810 unterstand der Ort dem Justiz- und Kammeramt Bayreuth. Mit dem Gemeindeedikt wurde Eckershof dem 1812 gebildeten Steuerdistrikt Bindlach und der zugleich gebildeten Ruralgemeinde Bindlach zugewiesen.

### Baudenkmäler
- Haus Nr. 5: Taubenschlag[8]

### Einwohnerentwicklung
| Jahr      | 001819 | 001822 | 001861 | 001871 | 001885 | 001900 | 001925 | 001950 | 001961 | 001970 | 001987 |
| Einwohner | *      | 13     | 20     | 17     | 29     | 28     | 29     | 31     | 24     | 13     | 27     |
| Häuser    |        | 1      |        |        | 4      | 4      | 4      | 3      | 4      |        | 5      |
| Quelle    | [ 10 ] | [ 6 ]  | [ 11 ] | [ 12 ] | [ 13 ] | [ 14 ] | [ 15 ] | [ 16 ] | [ 17 ] | [ 18 ] | [ 1 ]  |

## Religion
Eckershof ist evangelisch-lutherisch geprägt und nach St. Bartholomäus (Bindlach) gepfarrt.